# Epifanio de Petra
Epifanio de Petra (en griego antiguo Ἐπιφάνιος ὁ Πετραῖος), también llamado Epifanio de Siria, fue un sofista y retórico asentado en Atenas en la primera mitad del siglo IV d. C.
La Suda, una enciclopedia bizantina del siglo IX, le describe como originario de Petra, en Arabia, pero Eunapio afirma que era procedente de Siria. No se trata necesariamente de una contradicción, ya que los árabes urbanos se identificaban con frecuencia como sirios. La Suda llama sirio y árabe a otro sofista, Calínico de Petra. Epifanio era hijo de un tal Ulpiano, probablemente no la misma persona que el sofista Ulpiano de Antioquía. Fue alumno de Julián de Capadocia.
Se sabe que Epifanio era pagano por un incidente ocurrido en Laodicea, donde mantenía una estrecha relación con dos destacados cristianos locales, Apolinar de Alejandría y su hijo, Apolinar el Joven. En algún momento entre 328 y 335 asistieron a una de sus conferencias. Según la costumbre, Epifanio despidió a los "no iniciados y profanos" (una señal para que los cristianos se marcharan) antes de recitar un himno a Dioniso. Entre los cristianos que se quedaron estaban los Apolinaros, por lo que el obispo Teodoto les excomulgó.
Según la Suda, Epifanio enseñó retórica en Petra y Atenas, donde sucedió a Julián. Eunapio dice que sólo enseñaba a estudiantes de oriente. Estaba en la cima de su fama cuando Libanio llegó a Atenas en el año 336. Aunque Libanio quería estudiar con él, algunos alumnos de Diofanto el Árabe le obligaron a unirse a su maestro. Eunapio describe a Epifanio como hábil en el análisis de preguntas pero débil en el discurso. Vindonio Anatolio le consideraba pedantemente preciso. Su nombre aparece emparejado con el de Genetlio de Petra en los escolios de Zósimo sobre Demóstenes. Zósimo le llama "el teórico" y parece haber aprendido de Genetlio a través de sus escritos. También hay una alusión a Epifanio en los escolios de Menandro sobre Demóstenes. Parece que se especializó en la teoría de las cuestiones (la formulación de preguntas) y algunos fragmentos sobre este tema podrían proceder de su obra, por lo demás perdida, Sobre la similitud y la diferencia de los problemas.
Epifanio no llegó a viejo. Tanto él como su esposa, famosa por su belleza, murieron sin descendencia por sepsis. Esto ocurrió muchos años antes de que Eunapio llegara a Atenas en 362. La Suda enumera las obras de Epifanio como:
- Sobre la similitud y diferencia de los problemas
- Progymnasmata
- Declaraciones
- Demarcas
- Polemarchikos
- Discursos epidícticos
- Varias investigaciones teóricas

## Nota
1. ↑  Heath 2004, p. 82, citando a Potter 1990, pp. 216–218, pero Penella 1990, p. 95 contrasta las descripciones de Eunapio de Epifanio como sirio y de Diofanto como árabe.
2. 1 2 3 4 5 6 7  Heath 2004, p. 82.
3. 1 2  Suda Online: ε2741. La entrada Suda fue copiada en la Jonia de Eudokia Makrembolitissa.
4. ↑  El incidente fue registrado por Sócrates de Constantinopla y Sozomeno y la identidad del Epifanio laodicense con el ateniense se hace explícita en la Suda, véase Smith, 1880 y Martindale, Jones y Morris, 1971.
5. ↑  DelCogliano 2008, pp. 259–260.
6. 1 2  Smith 1880.
7. 1 2 3  Martindale, Jones & Morris 1971.
8. ↑  Lieu, 2004, pp. 129–130. The Epiphanius of Libanius' correspondence is not the same person, see Smith, 1880.
9. 1 2  Heath 2004, pp. 79, 83.